# Ergotalkaloïden

Structuurformule van ergotamine

Ergotalkaloïden vormen een groep alkaloïden die voorkomen in de schimmel die in rogge verantwoordelijk is voor moederkoren. De groep verbindingen bestaat uit minstens 12 verschillende leden, waarbij de stereo-isomeren afzonderlijk geteld worden. Vaak is het ene stereo-isomeer wel, en het andere niet fysiologisch actief. Een bekende vertegenwoordiger van de groep verbindingen is ergotamine.
De verbindingen zijn alle derivaten van lyserginezuur, dat vooral bekend is vanwege het synthetische di-ethylamide ervan: LSD.